# ハード・ボイルド 新・男たちの挽歌
『ハード・ボイルド 新・男たちの挽歌』（辣手神探、英題:Hard Boiled）は、1992年制作の香港映画。監督はジョン・ウー、主演にはチョウ・ユンファ、準主役にトニー・レオンを迎えた香港の2大スターが競演している。邦題には「男たちの挽歌」という言葉が入っているが、『男たちの挽歌』シリーズとは無関係の作品である。
この映画によりジョン・ウーはハリウッドに手腕を認められ、ハリウッドに進出することになった。

## ストーリー
香港。黒社会組織の抗争が激化し、銃の大量密輸が公然と行われるようになった。香港警察の「テキーラ」ことユン警部補は、武器取引現場への潜入捜査で銃撃戦を起こして、逮捕すべき組織の人間や、親しかった同僚刑事を死なせ、捜査を外された。テキーラは情報屋のコウや恋人の女警部・テレサの協力を得て、独自に隠し武器倉庫の場所に関する捜査を開始した。
一方、ホイ組の殺し屋・トニーは、激しく対立するジョニー組の協力者を射殺する一方で、当のジョニーに接近し、ジョニーの目の前で、ホイを射殺する。この現場に居合わせたテキーラは、トニーと戦うが、あと一歩のところで取り逃がす。のちにテキーラは、コウの情報によって、トニーが実は組織壊滅のために潜入捜査を行っている刑事だったことを知り、トニーと協力を誓い合う。
ジョニーは、捜査の手が伸びているのは、情報屋として警察に通じているコウが原因だと感じ、部下にコウを襲わせた。瀕死のコウが搬送された病院の地下こそが、ジョニー組の武器倉庫への入り口だった。武器倉庫への潜入に成功したテキーラとトニーは、合流した刑事たちとともに、証拠隠滅を図るジョニー組と最後の戦いに挑んだ。

## 概要
ジョン・ウー製作の映画の中でもかなり火薬量の多い銃撃戦を展開している当作品は、香港のみならず海外からも高く評価されている作品である。理由として序盤の4分半近くに及ぶ飲茶屋での銃撃戦と、後半の病院での銃撃戦の迫力があげられる。前者は主人公とマフィア同士の抗争によって、民間人も容赦なく巻き添えを喰らうといったジョン・ウーが得意とする暴力の醜さを徹底的に現しているシーンである。
続編として、同じくジョン・ウー監督でゲーム「ストラングルホールド」が製作されている。

## エピソード
- まだ撮影当時、大阪を基盤とする俳優だった國村隼の抜擢は『ブラック・レイン』を観た監督の推薦だった。
- 冒頭の飯茶屋での銃撃戦は脚本が書かれる前に撮影された。
  - スタッフは撮影で使用する飯茶屋が取り壊されることを知り、急遽撮影された。
- 倉庫の銃撃戦や終盤の病院の銃撃戦は元々コーラのボトリング工場だった「コカ・コーラ・ファクトリー」という新しいスタジオで撮影された。
  - 病院での撮影は窓をブラストシールドで覆い、夜間に見えるにしていつでも撮影できるようにした。
    - この映画の見所の1つである約2分40秒の長回しの銃撃戦の撮影は同じセットで行われた。そのため主人公2人がエレベーターに入ってる短い間に、爆発で飛び散った破片などを掃除し、爆発物を再設置、エレベーターで上の階に上がったと表現する看板を設置した。（エレベーターに乗る前は3Fと書いてある看板があり、エレベーターから降りた後4Fに上がったと分かる看板が確認できる。）

## キャスト
| 役名     | 俳優               | 日本語吹替 | 日本語吹替   | 日本語吹替 |
| 役名     | 俳優               | ソフト版   | フジテレビ版 |            |
| -------- | ------------------ | ---------- | ------------ | ---------- |
| テキーラ | チョウ・ユンファ   | 江原正士   | 大塚芳忠     |            |
| トニー   | トニー・レオン     | 山寺宏一   | 松本保典     |            |
| ジョニー | アンソニー・ウォン | 金尾哲夫   | 若本規夫     |            |
| テレサ   | テレサ・モウ       | 佐藤しのぶ | 冨永みーな   |            |
| 局長     | フィリップ・チャン | 原田一夫   | 屋良有作     |            |
| ホイ     | クワン・ホイサン   | 峰恵研     | 堀勝之祐     |            |
| コウ     | トン・ワイ         | 森川智之   | 堀内賢雄     |            |
| ウー     | ジョン・ウー       | 塚田正昭   | 秋元羊介     |            |
| 殺し屋   | 國村隼             |            |              |            |

・フジテレビ版：初回放送1999年2月20日『ゴールデン洋画劇場』